# Championnat d'Autriche de football 1979-1980
Navigation
Saison précédente Saison suivante
La saison 1979-1980 du Championnat d'Autriche de football est la 69e édition du championnat de première division en Autriche. La Bundesliga regroupe les 10 meilleurs clubs du pays au sein d'une poule unique où ils s'affrontent quatre fois au cours de la saison, 2 fois à domicile et 2 fois à l'extérieur. À la fin de la compétition, le dernier du classement est relégué et remplacé par le champion de Nationalliga, la deuxième division autrichienne.
C'est le club du FK Austria Vienne, double tenant du titre, qui remporte à nouveau le championnat en terminant en tête du classement final, avec 7 points d'avance sur le duo composé du SK VÖEST Linz et du club promu de Nationalliga, le Linzer ASK. C'est le 13e titre de champion d'Autriche de l'histoire du club, qui réalise le doublé en battant le SV Austria Salzbourg en finale de la Coupe d'Autriche.

## Les 10 clubs participants
| - SK Rapid Vienne - Grazer AK - Linzer ASK - Promu de Nationalliga - SV Austria Salzbourg - First Vienna FC | - SK VÖEST Linz - FC Admira Wacker - FK Austria Vienne - SK Sturm Graz - Wiener Sport-Club |

## Compétition

### Classement
Le barème utilisé pour établir le classement est le suivant :
- Victoire : 2 points
- Match nul : 1 point
- Défaite : 0 point

| Rang | Équipe                | Pts | J  | G  | N  | P  | Bp | Bc | Diff |
| ---- | --------------------- | --- | -- | -- | -- | -- | -- | -- | ---- |
| 1    | FK Austria Vienne T C | 50  | 36 | 20 | 10 | 6  | 84 | 39 | +45  |
| 2    | SK VÖEST Linz         | 43  | 36 | 17 | 9  | 10 | 63 | 41 | +22  |
| 3    | Linzer ASK P          | 43  | 36 | 13 | 17 | 6  | 51 | 34 | +17  |
| 4    | Grazer AK             | 42  | 36 | 13 | 12 | 9  | 45 | 40 | +5   |
| 5    | SK Rapid Vienne       | 35  | 36 | 11 | 13 | 12 | 46 | 40 | +6   |
| 6    | SV Austria Salzbourg  | 32  | 36 | 12 | 8  | 16 | 37 | 61 | -24  |
| 7    | FC Admira Wacker      | 31  | 36 | 9  | 13 | 14 | 34 | 53 | -19  |
| 8    | Wiener Sport-Club     | 29  | 36 | 9  | 11 | 16 | 52 | 59 | -7   |
| 9    | SK Sturm Graz         | 29  | 36 | 8  | 13 | 15 | 41 | 60 | -19  |
| 10   | First Vienna FC       | 26  | 36 | 10 | 6  | 20 | 40 | 66 | -26  |

|  | Qualification pour la Coupe des clubs champions 1980-1981                    |
|  | Qualification pour la Coupe des Coupes 1980-1981                             |
|  | Qualification pour la Coupe UEFA 1980-1981                                   |
|  | Relégation directe en Nationalliga                                           |
|  | T Tenant du titre C Vainqueur de la Coupe d'Autriche P Promu de Nationalliga |

## Bilan de la saison
| Championnat d'Autriche de football 1979-1980 |                               |
| Champion                                     | FK Austria Vienne (13e titre) |
| Coupes et trophées                           |                               |
| Vainqueur de la Coupe d'Autriche 1979-1980   | FK Austria Vienne             |
| Qualifications continentales                 |                               |
| Coupe d'Europe des clubs champions 1980-1981 | FK Austria Vienne             |
| Coupe des Coupes 1980-1981                   | SV Austria Salzbourg          |
| Coupe UEFA 1980-1981                         | SK VÖEST Linz                 |
| Coupe UEFA 1980-1981                         | Linzer ASK                    |
| Promotions et relégations                    |                               |
| Promus en Bundesliga                         | SC Eisenstadt                 |
| Relégués en Nationalliga                     | First Vienna FC               |